# Achantodes cerusicosta
Achantodes cerusicosta is een vlinder uit de familie van de grasmotten (Crambidae). De wetenschappelijke naam van de soort is voor het eerst gepubliceerd in 1852 door Achille Guenée.
De soort komt voor in Colombia.